# Гиггз, Райан
Ра́йан Джо́зеф Гиггз (англ. Ryan Joseph Giggs; родился 29 ноября 1973 года в Кардиффе, Уэльс) — валлийский футболист и футбольный тренер. На протяжении всей своей карьеры выступал за английский клуб «Манчестер Юнайтед», за который провёл 963 официальных матча. Является самым титулованным игроком в истории британского футбола. 19 мая 2013 года стал первым футболистом, выигравшим 13 чемпионских титулов высшего дивизиона Англии.
Гиггз является единственным игроком, забивавшим в 21 сезоне Премьер-лиги подряд (с момента её основания в сезоне 1992/93 до сезона 2012/13). Он также является первым игроком, забивавшим в 11 розыгрышах Лиги чемпионов подряд. 21 мая 2008 года, выйдя на поле в финальном матче Лиги чемпионов, Гиггз побил рекорд сэра Бобби Чарльтона по количеству матчей за «Манчестер Юнайтед». Таким образом, Гиггз стал рекордсменом «Манчестер Юнайтед» по количеству матчей, проведённых за клуб во всех турнирах. 5 марта 2013 года, выйдя на игру Лиги чемпионов против мадридского «Реала», провёл свой 1000-й официальный матч в карьере.
На международном уровне Гиггз выступал за сборную Уэльса, став самым молодым игроком, выходившим в основном составе сборной (его дебют состоялся в 1991 году). Гиггз был включён в список 100 легенд Футбольной лиги, а 11 декабря 2007 года на торжественной церемонии в Букингемском дворце Гиггз был удостоен титула офицера ордена Британской империи (OBE). В январе 2011 года по результатам голосования среди болельщиков Гиггз был признан величайшим игроком в истории «Манчестер Юнайтед». После завершения карьеры в мае 2014 года, Гиггз был назначен на должность ассистента главного тренера «Манчестер Юнайтед». В начале июля 2016 года покинул «Манчестер Юнайтед».

## Детство и любительский футбол
Райан Гиггз родился в Кардиффе, Уэльс, в семье Дэнни Уилсона, выступавшего за регбийный клуб «Кардифф», и Линн Гиггз (ныне Линн Джонсон). Райан вырос в Эли, пригороде на западе Кардиффа, но проводил много времени с родителями своей матери, а также играя в футбол на улицах. В 1980 году, когда Гиггзу было шесть лет, отец семейства сменил регбийный клуб, подписав контракт с «Суинтон Лайонс», из-за чего вся семья была вынуждена переехать на север, в Манчестер. Этот переезд Райан воспринял тяжело, так как был очень близок с родителями своей матери, которые остались в Кардиффе, но он часто навещал их вместе с семьёй по выходным и во время школьных каникул. Райан родился в смешанном браке (его дед по отцу был выходцем из Сьерра-Леоне), и, уже став взрослым, выступал на тему расизма, с которым он сталкивался в детстве.
После переезда в Манчестер Гиггз начал выступать за любительский клуб «Динс», который тренировал скаут «Манчестер Сити» Деннис Скофилд. В дебютном матче Гиггза «Динс» был разгромлен клубом «Стретфорд Викс» со счётом 0:9, но, несмотря на это, многие отметили, что Гиггз был лучшим игроком на поле в тот день. Гиггз по совету Скофилда перешёл в молодёжную академию «Манчестер Сити». Он продолжал выступать за «Солфорд Бойз», которые достигли финала школьного кубка «Гранада», прошедшего на «Энфилде» в 1987 году. «Солфорд Бойз» победили в финале «Блэкберн Бойз», а Райан Гиггз, бывший капитаном «Солфорда», получил приз из рук главного скаута «Ливерпуля» Рона Йейтса.
Когда Гиггз выступал за «Динс», за ним пристально наблюдал местный разносчик газет и стюард стадиона «Олд Траффорд» Харольд Вуд. Вуд регулярно докладывал тренерскому штабу «Манчестер Юнайтед» о Гиггзе, но безрезультатно, пока Вуд не обратился напрямую к Алексу Фергюсону. Вуд сообщил главному тренеру «Юнайтед»: «Сейчас он в „Сити“, и если вы его упустите, то потом пожалеете». В итоге Фергюсон отправил скаута на матч «Динс», после чего Гиггзу предложили пройти просмотр в «Манчестер Юнайтед» в Рождество 1986 года. Перед этим просмотром Гиггз сыграл за «Солфорд Бойз» в матче против юношеской команды «Юнайтед» до 15 лет, который состоялся на базе «Клифф»; Райан сделал в этом матче хет-трик. В ноябре следующего года, на 14-й день рождения Гиггза, Алекс Фергюсон и Джо Браун (скаут «Юнайтед») пришли в дом Гиггза с предложением о двухлетнем любительском контракте, который через три года мог стать профессиональным. Гиггз подписал контракт.
Гиггз выступал за национальную сборную Англии на школьном уровне (под именем Райан Уилсон), сыграв, в числе прочего, на «Уэмбли» против сборной Германии в 1989 году. В возрасте 16 лет, спустя два года после развода родителей, он изменил свою фамилию с «Уилсона» на «Гиггз», чтобы «мир узнал, что он является сыном своей матери». Лоури Макменеми, в то время возглавлявший сборную Англии до 21 года, сделал запрос по поводу возможности Гиггза выступать за сборную Англии, но получил отрицательный ответ, так как у Гиггза не было бабушек и дедушек из числа англичан. Гиггз мог выступать лишь за сборную Уэльса.

## «Манчестер Юнайтед»

### Стиль игры
В начале 90-х Гиггз играл классического левого вингера: скорость, дриблинг, точный пас и умение забивать голы сделали Гиггза одним из лучших крайних полузащитников в футболе. С годами Гиггз стал играть глубже, на позиции центрального и опорного полузащитника, а также под нападающим. Гиггз — быстрый, техничный футболист, его умение читать игру и сделать обостряющий пас, делают его одним из лучших полузащитников в истории клуба.

### Общий обзор карьеры
Гиггз дебютировал за «Манчестер Юнайтед» в сезоне 1990/91, а начиная с сезона 1991/92 стал регулярным игроком основы. Он является обладателем клубного рекорда по числу официальных матчей за «Манчестер Юнайтед», а также по числу трофеев, выигранных одним игроком (23). C 1992 года он выиграл 13 чемпионских титулов Премьер-лиги, четыре Кубка Англии, три Кубка Лиги, две Лиги чемпионов, Межконтинентальный кубок и Клубный чемпионат мира. Он также имеет медали финалиста Лиги чемпионов, двух Кубков Англии и двух Кубков Лиги. В последние годы Гиггз часто выходил на поле с капитанской повязкой, особенно в сезоне 2007/08, большую часть которого основной капитан Гари Невилл отсутствовал из-за травм. Гиггз также является единственным игроком, забивавшим во всех сезонах Премьер-лиги.

### Дебют и первый полный сезон в составе
29 ноября 1990 года, в свой 17-й день рождения, Гиггз подписал свой первый профессиональный контракт. К тому времени многие называли его самым талантливым британским игроком со времён Джорджа Беста.
Дебют Райана в чемпионате состоялся 2 марта 1991 года в матче против «Эвертона» на «Олд Траффорд»; Гиггз вышел на замену Денису Ирвину. 4 мая 1991 года в манчестерском дерби Гиггз вышел на поле в стартовом составе и забил победный гол в ворота «Манчестер Сити». Тем не менее Райан не был включён заявку из 16 игроков на финал Кубка обладателей кубков УЕФА против «Барселоны», который прошёл 11 дней спустя. В то время основным левым вингером клуба был 20-летний Ли Шарп.
В начале сезона 1991/92 Гиггз стал регулярным игроком основы, продолжая параллельно выступать за молодёжный состав «Юнайтед», в котором он был капитаном. В 1992 году эта команда выиграла Молодёжный кубок Англии. 17-летний Гиггз, выступавший за основной состав, стал первым из множества молодых футболистов, воспитанных Алексом Фергюсоном. Юный футболист часто обращался за советом к более опытным игрокам, включая Брайана Робсона и Пола Инса.
Большую часть сезона «Юнайтед» возглавлял турнирную таблицу чемпионата, но в итоге занял лишь второе место, уступив чемпионский титул «Лидсу». Это был последний сезон в истории старого Первого дивизиона. В следующем году был создан новый турнир, Премьер-лига.
12 апреля 1992 года Гиггз завоевал свой первый трофей с клубом, когда «Юнайтед» обыграл «Ноттингем Форест» в финале Кубка Футбольной лиги. Гиггз отдал голевой пас на Брайана Макклера, который забил единственный гол в этой встрече. По окончании сезона Райан был признан лучшим молодым футболистом года в Англии.

### 1990-е годы
К началу сезона 1992/93 (первого сезона в истории Премьер-лиги) Гиггз уже прочно завоевал себе место на левом фланге полузащиты «Юнайтед» и считался одним из самых одарённых молодых игроков в Британии. Именно его талант, а также приход в клуб Эрика Кантона во многом обеспечили «Юнайтед» будущее доминирование в Премьер-лиге. Алекс Фергюсон старался защитить юного Гиггза от прессы, запрещая ему давать интервью до 20-летнего возраста. Своё первое интервью Гиггз дал репортёру BBC лишь в сезоне 1993/94. В этом сезоне «Манчестер Юнайтед» выиграл домашний «дубль» (Премьер-лигу и Кубок Англии), а Гиггз был одним из ключевых игроков этой команды наряду с Кантона, Полом Инсом и Марком Хьюзом. «Юнайтед» возглавлял турнирную таблицу Премьер-лиги с конца августа, и так и оставался на первой строчке до самого конца сезона. Гиггз также сыграл в финале Кубка Лиги 1994 года, но «Юнайтед» уступил в нём «Астон Вилле» со счётом 1:3, что не позволило клубу завоевать в этом сезоне уникальный домашний «требл».
Райан получил множество возможностей, которые редко выпадают футболистам в столь юном возрасте: так, он вёл собственное телевизионное шоу Ryan Giggs' Soccer Skills (Футбольные навыки Райана Гиггза), впервые вышедшее в эфир в 1994 году. Также в рамках этой серии вышла книга. Премьер-лига активно привлекала образ талантливого валлийца в качестве одного из способов ребрендинга своего имиджа, сильно пострадавшего из-за всплеска футбольного хулиганства в 1980-е годы; фотографии Гиггза печатались во множестве футбольных и мужских журналов, став широко известным брендом. Несмотря на нелюбовь Гиггза к повышенному вниманию к своей персоне, он стал кумиром для многих подростков; его однажды назвали «первым мальчиком с постера Премьер-лиги», а также «чудо-мальчиком» (считается, что именно после Гиггза термин «чудо-мальчик» вошёл в общий лексикон). Райана называли первой футбольной звездой такого публичного масштаба со времён Джорджа Беста. Ирония заключалась в том, что сам Бест и Бобби Чарльтон называли Гиггза своим любимым молодым футболистом, специально посещая матчи на базе «Клифф», чтобы посмотреть на него. Бест однажды усмехнулся: «Когда-нибудь могут даже сказать, что я был вторым Райаном Гиггзом».
Невероятная популярность Райана ознаменовала рождение нового поколения футбольных болельщиков, а самого Гиггза однажды назвали «парнем, который обратил миллионы невинных душ подростков в болельщиков „Юнайтед“». Феномен Гиггза проявился в то время, когда футбол стал в большей степени игрой для масс, нежели только для рабочего класса, и Райан попал в те же условия, что и ряд молодых игроков с ярким публичным имиджем (одним из них, получившим похожую популярность в середине 1990-х, был Джейми Реднапп из «Ливерпуля»), поэтому стало обычным делом, например, наблюдать пробки на дорогах, когда Гиггз посещал книжные магазины.
Одноклубники Гиггза не скупились на комплименты, оценивая игру юного валлийца. Гарри Паллистер заметил, что у защитников клуба «кровь вскипает на тренировках, когда они пытаются остановить его [Гиггза]». Ветераны команды восхищались талантом Райана ещё в сезоне 1990/91, ещё до того, как он дебютировал за основу, постоянно спрашивая главного тренера, когда же Гиггз будет включён в основной состав. Стив Брюс заявил: «Когда Райан бежал, он бежал со скоростью ветра… Он обладал естественными навыками обводки, обращался с мячом, как только великие игроки умеют. Без тени неуважения к [Дэвиду] Бекхэму и Скоулзи, но он [Гиггз] был единственным, кто обязательно должен был стать суперзвездой».
Гиггз доказал, что кроме потрясающей техники работы с мячом, он также умеет забивать голы. Многие из его голов были особо запоминающимися и включались в различные списки «голов сезона», например голы в ворота «Куинз Парк Рейнджерс» в 1993, «Тоттенхэма» в 1994, «Эвертона» в 1995, «Ковентри Сити» в 1996, а также потрясающий сольный проход, завершившийся голом в ворота «Арсенала» в переигровке полуфинала Кубка Англии 1999 года. В овертайме, при счёте 1:1, Гиггз получил мяч, потерянный Патриком Виейра, затем побежал с ним из центра поля, обведя по ходу всю оборонительную линию «Арсенала», включая Тони Адамса, Ли Диксона и Мартина Киоуна, после чего мощно пробил с левой ноги под перекладину ворот Дэвида Симэна. После этого он сорвал с себя футболку и побежал праздновать гол с одноклубниками. Этот гол Гиггза также стал последним голом, забитым в переигровках Кубка Англии, так как со следующего сезона полуфиналы Кубка Англии стали проводиться без переигровок, и в случае ничейного результата в основное время матча назначалось дополнительное время и послематчевые пенальти.
В сезоне 1994/95 из-за травмы Гиггз провёл в чемпионате лишь 29 матчей, восстановившись к концу сезона, который оказался для «Юнайтед» неудачным. Клуб не смог обыграть «Вест Хэм Юнайтед» в финальном туре чемпионата, вследствие чего чемпионский титул Премьер-лиги выиграл «Блэкберн Роверс». Неделей позже Гиггз вышел на замену в финале Кубка Англии против «Эвертона», но «Юнайтед» уступил в этом матче со счётом 0:1.
В сезоне 1995/96 Гиггз набрал былую форму и стал ключевым игроком в составе «Юнайтед», выигравшего домашний «дубль» (Премьер-лигу и Кубок Англии). Гол Гиггза в ворота «Эвертона» на «Гудисон Парк» был номинирован на звание «лучшего гола сезона» (в итоге больше голосов набрал гол Георгия Кинкладзе из «Манчестер Сити»). В ноябре 1995 года, в своей, возможно, лучшей игре сезона, Гиггз сделал «дубль» в ворота «Саутгемптона».
В следующем сезоне Гиггз получил первый реальный шанс проявить себя за клуб на международной арене. В Лиге чемпионов «Юнайтед» занял второе место в группе, в четвертьфинале обыграл «Порту» (в первом матче на «Олд Траффорд» Гиггз отметился голом), но уступил «Боруссии» в полуфинале. Тем не менее на домашней арене «Манчестер Юнайтед» вновь завоевал чемпионский титул, уже третий за четыре сезона.
В сезоне 1997/98 «Юнайтед» остался без трофеев (лишь во второй раз с 1989 года). В марте и начале апреля клуб крайне неудачно выступал в чемпионате, в итоге уступив титул «Арсеналу». В сезоне 1998/99 Гиггз пропустил много матчей из-за травм, но когда он выходил на поле, то неизменно проводил высококлассные матчи. Он сыграл в обоих финалах, которых достиг «Юнайтед» в этом сезоне — Кубка Англии и Лиги чемпионов. Среди самых ярких моментов сезона можно отметить гол Гиггза в переигровке полуфинала Кубка Англии в ворота «Арсенала», благодаря которому «Юнайтед» вышел в финал Кубка Англии, а также его гол на 90-й минуте в ворота «Ювентуса» на «Олд Траффорд» в полуфинале Лиги чемпионов.
В Финале Лиги чемпионов 1999 года Гиггз сделал голевую передачу на Тедди Шерингема. Победив в Премьер-лиге, Кубке Англии и Лиге чемпионов, «Манчестер Юнайтед» завоевал уникальный «требл», который не покорялся ранее ни одному английскому клубу.
Гиггз также был признан «игроком матча» в розыгрыше Межконтинентального кубка 1999 года. «Юнайтед» выиграл этот матч у клуба «Палмейрас» со счётом 1:0.
К этому времени пресса переключила фокус своего внимание на новых героев, в первую очередь — на Дэвида Бекхэма, который был (и остаётся до сих пор) одним из самых публичных и знаменитых футболистов в британском футболе.

### 2000-е годы
После ухода из клуба Дениса Ирвина в мае 2002 года Гиггз стал одним из самых опытных игроков в составе «Манчестер Юнайтед», хотя ему было всего лишь 28 лет. После триумфа 1999 года «Юнайтед» продолжал собирать трофеи, выиграв Премьер-лигу в сезонах 1999/2000, 2000/2001 и 2002/2003, а в Лиге чемпионов трижды достигал четвертьфинала и однажды — полуфинала. В начале сезона 2001/02 на «Олд Траффорд» прошёл товарищеский матч с «Селтиком», посвящённый 10-летней годовщине выступлений Гиггза за «Юнайтед». Годом спустя Райан забил свой 100-й гол в карьере в ворота «Челси» на «Стэмфорд Бридж».
22 мая 2004 года он сыграл в финале Кубка Англии и в четвёртый раз выиграл этот турнир, став таким образом одним из двоих игроков (вторым является Рой Кин), которые четырежды выигрывали Кубок Англии, выступая за «Юнайтед». Гиггз также четыре раза выигрывал серебряные медали Премьер-лиги (в 1995, 2005 и 2007 годах). Выйдя на поле в сентябре 2004 года в матче с «Ливерпулем», Гиггз провёл свою 600-ю игру в майке «Юнайтед»; это достижение, кроме него, покорялось лишь сэру Бобби Чарльтону и Биллу Фоулксу. В 2005 году он был включён в Зал славы английского футбола в дань признания его заслуг перед футболом в Англии.
По окончании сезона 2005/2006 председатель «Юнайтед» Дэвид Алан Гилл предложил Гиггзу двухлетний контракт, отказавшись, таким образом, от практики не заключать контракты с игроками старше 30 лет больше, чем на год. Впоследствии Гиггз подписал ещё два контракта с клубом, сроком на год каждый, которые в итоге завершатся в июне 2010 года.
6 мая 2007 года, после ничьей «Челси» с «Арсеналом», «Манчестер Юнайтед» выиграл Премьер-лигу, а Гиггз стал девятикратным чемпионом Англии, побив рекорд Алана Хансена и Фила Нила (они выиграли по восемь чемпионских титулов с «Ливерпулем»). Гиггз забил гол в ворота «Челси» в Суперкубке Англии 2007 года; матч завершился со счётом 1:1, а в серии пенальти победу праздновал «Юнайтед», так как Эдвин ван дер Сар отразил все три удара игроков «Челси».
В сезоне 2007/08 Алекс Фергюсон активно использовал систему ротации игроков полузащиты, выпуская на одну позицию или Гиггза, или новичков команды Нани и Андерсона. Тем не менее в важнейшей игре чемпионата против «Челси» Гиггз вышел в стартовом составе, сделав голевую передачу на Карлоса Тевеса, забившего свой первый гол за «Манчестер Юнайтед».
8 декабря 2007 года в матче против «Дерби Каунти» Гиггз забил свой 100-й гол в высшем дивизионе Англии; «Юнайтед» выиграл матч со счётом 4:1. 20 февраля 2008 года он провёл свою 100-ю игру в Лиге чемпионов в матче против «Лиона», а 11 мая 2008 года, выйдя на замену Пак Чи Сону, он сравнялся с рекордом сэра Бобби Чарльтона, который провёл 758 матчей за клуб. Тогда же Гиггз забил второй гол в матче, обеспечив себе и клубу десятый чемпионский титул Премьер-лиги. Десять дней спустя, 21 мая 2008 года, Гиггз побил рекорд Бобби Чарльтона по количеству матчей за клуб, выйдя на замену Полу Скоулзу на 87-й минуте финального матча Лиги чемпионов против «Челси». Основное и дополнительное время матча завершилось вничью 1:1; в серии послематчевых пенальти победу праздновал «Юнайтед» со счётом 6:5. Гиггз реализовал последний, 6-й удар «Юнайтед» с одиннадцатиметровой отметки, который оказался победным (после промаха Николя Анелька сразу после этого). Таким образом, Гиггз вместе с Оуэном Харгривзом стали лишь вторым и третьим британцами (после Стива Макманамана), сыгравшими в двух победных финалах Лиги чемпионов.
С начала сезона 2008/2009 Фергюсон начал использовать Гиггза на позиции центрального полузащитника под нападающими, вместо привычной валлийцу позиции на фланге. Гиггз быстро адаптировался к своей новой роли и отметился голевыми передачами в играх с «Мидлсбро» и «Ольборгом». Сэр Алекс Фергюсон сказал в интервью: «Райан — очень ценный игрок. В ноябре ему исполняется 35, но и в 35 лет он может быть ключевым игроком „Юнайтед“. В 25 лет Райан мог разрывать оборону соперника проходами по флангам, но в 35 он будет играть глубже». Гиггз начал посещать курсы тренерской подготовки для получения тренерской лицензии, и Фергюсон приветствовал этот шаг, намекнув, что он хотел бы видеть Гиггза в тренерском штабе клуба после завершения его карьеры, как Уле Гуннара Сульшера.
8 февраля 2009 года Гиггз забил гол в ворота «Вест Хэма», продолжив уникальный рекорд — он является единственным игроком, забивавшем в каждом сезоне Премьер-лиги с момента её основания в 1992 году. В соответствии со слухами, которые появились в начале года, в феврале 2009 года Гиггз продлил с клубом контракт сроком на один год. По итогам успешного сезона 2008/09 Гиггз был включён в число кандидатов на получение награды «Игрок года по версии футболистов ПФА». 26 апреля 2009 Гиггз получил эту награду, впервые в своей карьере. Перед церемонией награждения Алекс Фергюсон согласился с решением о присуждении награды Гиггзу, учитывая его совокупный вклад в английский футбол. 29 апреля 2009 года Гиггз сыграл свою 800-ю игру за «Манчестер Юнайтед» в полуфинальном матче Лиги чемпионов против «Арсенала» («Юнайтед» выиграл эту встречу со счётом 1:0). 16 мая 2009 года «Манчестер Юнайтед» сыграл вничью с «Арсеналом», что гарантировало победу в Премьер-лиге; это был 11-й чемпионский титул для Гиггза.
В матче предсезонного тура «Манчестер Юнайтед» Гиггз забил три гола в ворота «Ханчжоу Гринтаун», выйдя на замену во втором тайме. Это был его первый и единственный хет-трик в карьере. 28 ноября 2009 года, за день до своего 36-летия, Гиггз забил свой 100-й гол за «Манчестер Юнайтед» в Премьер-лиге. Это произошло в выездном матче против «Портсмута» — незадолго до окончания игры Райан поразил ворота «помпи» ударом со штрафного.
13 декабря Гиггз был назван лучшим спортсменом 2009 года по версии BBC, опередив таких серьёзных конкурентов, как чемпион «Формулы-1» Дженсон Баттон и Джессика Эннис (лучшая легкоатлетка Великобритании, чемпион мира в семиборье).

### 2010-е годы
8 декабря 2010 года состоялась встреча «Манчестер Юнайтед» с «Валенсией», которая стала для Райана Гиггза 121-й в Лиге чемпионов. Таким образом, он обошёл бразильца Роберто Карлоса, уступая по числу матчей в Лиге чемпионов лишь испанцу Раулю, в активе которого 136 матчей.
16 января 2011 года матч 23-го тура чемпионата Англии с «Тоттенхэмом» стал для Гиггза 600-м в составе «красных дьяволов».
1 февраля 2011 года в результате шести недель голосования, организованного официальным журналом клуба, поклонники «Манчестер Юнайтед» выбрали величайшего игрока в истории клуба. Опрос стартовал на страницах Inside United в декабре 2010 года и завершился в середине января. Помимо этого, голосование проводилось и через страницу клуба на сайте Facebook. По итогам голосования величайшим игроком клуба стал полузащитник Райан Гиггз. Гиггз, уже сейчас являющийся наиболее успешным в плане статистики игроком «Юнайтед», владеет рекордом по количеству сыгранных за клуб матчей.
6 марта 2011 года матч против «Ливерпуля» стал для Гиггза 607-м в рамках чемпионата Англии. Это позволило Райану превзойти рекорд Бобби Чарльтона, в активе которого 606 матчей в английской лиге в составе «Манчестер Юнайтед».
6 апреля 2011 года, появившись на поле в первом четвертьфинальном матче Лиги чемпионов с «Челси», валлийский полузащитник Райан Гиггз стал самым возрастным полевым футболистом «Манчестер Юнайтед», игравшим за манкунианцев в Лиге чемпионов. Гиггз вышел на поле в возрасте 37 лет 128 дней. Ранее этот рекорд принадлежал Лорану Блану, который играл за «Манчестер Юнайтед» в Лиге чемпионов в возрасте 37 лет 119 дней — это произошло 18 марта 2003 года.
В полуфинале «красные дьяволы» встречались с «Шальке 04» и выиграли первый матч в гостях со счётом 2:0, Райан Гиггз забил победный гол. Сыграл он и в финале Лиги чемпионов 2010/11, где «Манчестер Юнайтед» уступил «Барселоне».
Гиггз начал сезон 2011/12 матчем против лиссабонской «Бенфики» на стадионе «Да Луж». Гол, забитый валлийцем, принёс «Манчестер Юнайтед» ничью (1:1), а также сделал Райана единственным футболистом, забивавшим в 16 розыгрышах Лиги чемпионов.
26 февраля 2012 года матч 26-го тура чемпионата Англии против «Норвича» стал для Гиггза 900-м в составе «Юнайтед». На поединок Райан вышел с первых минут и отметился победным голом на 92-й минуте встречи. После игры сэр Алекс Фергюсон выразил уверенность, что это достижение — 900 матчей за один клуб — никогда не будет побито.
5 марта 2013 года Райан Гиггз провёл 1000-й матч в профессиональной карьере (из них 932 — за клуб). «Манчестер Юнайтед» встречался с «Реалом» в ответном матче 1/8 финала Лиги чемпионов и уступил со счётом 1:2. Манкунианцы вылетели из еврокубков, но спустя несколько месяцев смогли завоевать юбилейный, двадцатый, титул чемпионов Англии, который в то же время стал 13-м титулом чемпионов Премьер-лиги. Гиггз также стал 13-кратным чемпионом Англии, что сделало его самым титулованным британским футболистом в лиговых турнирах.
По окончании сезона 2012/13 Гиггз был представлен как играющий тренер и ассистент нового наставника «Манчестер Юнайтед» — Дэвида Мойеса.
2 октября 2013 года Гиггз стал рекордсменом Лиги чемпионов по числу проведённых игр, выйдя на поле в матче против донецкого «Шахтёра» и, таким образом, приняв участие в поединках Лиги в 145-й раз. В марте следующего года Райан сыграл 150-й матч в Лиге чемпионов, став первым футболистом, кому удалось это сделать. Юбилейной для него оказалась ответная игра 1/8 финала, в которой «красные дьяволы» победили «Олимпиакос» со счётом 3:0.
После отставки Дэвида Мойеса за три тура до окончания сезона 2013/14 Гиггз был назначен исполняющим обязанности главного тренера команды. Свой первый матч в качестве главного тренера Гиггз провёл на «Олд Траффорд», команда одержала уверенную победу со счётом 4:0. 6 мая Райан Гиггз провёл свой последний матч в футболке «красных дьяволов». Легендарный полузащитник вышел на замену молодому валлийцу Тому Лоуренцу в домашней встрече против «Халл Сити». Гиггз отметился голевым пасом на Робина ван Перси и пробил штрафной в концовке встречи, но вратарь отразил удар. После встречи, Гиггз признался, что это был первый раз, когда вратарь извинился перед ним за отраженный удар. 19 мая 2014 года Райан Гиггз объявил о завершении карьеры игрока. В общей сложности, Гиггз сыграл 963 матча за «Манчестер Юнайтед», в которых забил 168 голов. В своём письме к болельщикам, Гиггз поблагодарил их за преданность и поддержку, которую они оказывали ему на протяжении 24 лет. В этот же день Гиггз объявил о вхождении в тренерский штаб «Манчестер Юнайтед» на роль ассистента Луи ван Гала, который занял должность главного тренера команды. На протяжении двух сезонов под руководством ван Гала Гиггз был его ассистентом.
2 июля 2016 года было объявлено о том, что Райан Гиггз покидает «Манчестер Юнайтед» с целью попробовать себя в роли главного тренера в другом клубе.

## Выступления за сборные

### Уэльс
В начале карьеры Гиггз играл за школьную сборную Англии, но затем начал выступать за сборную Уэльса. Гиггз всего один раз сыграл за молодёжную сборную, а на следующий день уже был вызван в главную сборную и дебютировал в игре против немцев 5 июня 1991 года. Так Райан, которому было 17 лет и 321 день, стал самым молодым игроком в истории национальной сборной Уэльса. Всего с 1991 по 2007 год он провёл за сборную 64 матча, в которых забил 12 голов. В 2004 году он был назначен капитаном сборной Уэльса.
Гиггз подвергался критике за своё нежелание участвовать в товарищеских матчах национальной сборной. С момента своего дебюта в 1991 году против сборной Германии, Гиггз на протяжении девяти лет не играл в товарищеских матчах за Уэльс, пропустив 18 таких матчей подряд. Официальной причиной отсутствия Гиггза в таких играх во всех случаях назывались травмы. Бывший главный тренер «Манчестер Юнайтед» Алекс Фергюсон неохотно отпускал игроков клуба в сборные на товарищеские матчи.
В сентябре 2006 года Гиггз сыграл в товарищеском матче против сборной Бразилии на «Уайт Харт Лейн». Уэльс проиграл со счётом 0:2, но главный тренер бразильцев Дунга высоко отметил игру валлийского полузащитника, заявив после игры: «Любой тренер мира хотел бы иметь в своей команде игрока уровня Гиггза, и я не являюсь исключением».
30 мая 2007 года Гиггз созвал пресс-конференцию, на которой заявил о завершении выступлений за сборную. Главной причиной такого решения он назвал желание полностью сконцентрироваться на клубной карьере. Последним матчем Гиггза за сборную стал отборный матч к Евро-2008 против сборной Чехии, прошедший 2 июня в Кардиффе. В этой встрече капитан валлийцев был признан «игроком матча».

### Великобритания
2 июля 2012 года наставник олимпийской сборной Великобритании Стюарт Пирс объявил состав команды на Олимпийские игры. В этот состав был включён и Райан Гиггз. 8 июля Гиггз был назначен капитаном сборной. Он сыграл на олимпийском турнире 4 матча и отличился один раз, забив гол в ворота сборной Объединённых Арабских Эмиратов.

### Матчи за сборные
| Матчи Гиггза за сборную Уэльса | Матчи Гиггза за сборную Уэльса | Матчи Гиггза за сборную Уэльса | Матчи Гиггза за сборную Уэльса | Матчи Гиггза за сборную Уэльса | Матчи Гиггза за сборную Уэльса | Матчи Гиггза за сборную Уэльса |
| ------------------------------ | ------------------------------ | ------------------------------ | ------------------------------ | ------------------------------ | ------------------------------ | ------------------------------ |
| №                              | Дата                           | Соперник                       | Счёт                           | Голы                           | Соревнование                   |                                |
| 1                              | 16 октября 1991                | Германия                       | 1 : 4                          | -                              | Отборочные матчи ЧЕ-1992       |                                |
| 2                              | 13 ноября 1991                 | Люксембург                     | 1 : 0                          | -                              | Отборочные матчи ЧЕ-1992       |                                |
| 3                              | 20 мая 1992                    | Румыния                        | 1 : 5                          | -                              | Отборочные матчи ЧМ-1994       |                                |
| 4                              | 9 сентября 1992                | Фарерские острова              | 6 : 0                          | -                              | Отборочные матчи ЧМ-1994       |                                |
| 5                              | 18 ноября 1992                 | Бельгия                        | 0 : 2                          | -                              | Отборочные матчи ЧМ-1994       |                                |
| 6                              | 31 марта 1993                  | Бельгия                        | 2 : 0                          | 1                              | Отборочные матчи ЧМ-1994       |                                |
| 7                              | 28 апреля 1993                 | Чехословакия                   | 1 : 1                          | -                              | Отборочные матчи ЧМ-1994       |                                |
| 8                              | 6 июня 1993                    | Фарерские острова              | 3 : 0                          | -                              | Отборочные матчи ЧМ-1994       |                                |
| 9                              | 8 сентября 1993                | Чехословакия                   | 2 : 2                          | 1                              | Отборочные матчи ЧМ-1994       |                                |
| 10                             | 13 октября 1993                | Кипр                           | 2 : 0                          | -                              | Отборочные матчи ЧМ-1994       |                                |
| 11                             | 17 ноября 1993                 | Румыния                        | 1 : 2                          | -                              | Отборочные матчи ЧМ-1994       |                                |
| 12                             | 7 сентября 1994                | Албания                        | 2 : 0                          | 1                              | Отборочные матчи ЧЕ-1996       |                                |
| 13                             | 29 марта 1995                  | Болгария                       | 1 : 3                          | -                              | Отборочные матчи ЧЕ-1996       |                                |
| 14                             | 11 октября 1995                | Германия                       | 1 : 2                          | -                              | Отборочные матчи ЧЕ-1996       |                                |
| 15                             | 15 ноября 1995                 | Албания                        | 1 : 1                          | -                              | Отборочные матчи ЧЕ-1996       |                                |
| 16                             | 2 июня 1996                    | Сан-Марино                     | 5 : 0                          | 1                              | Отборочные матчи ЧМ-1998       |                                |
| 17                             | 31 августа 1996                | Сан-Марино                     | 6 : 0                          | -                              | Отборочные матчи ЧМ-1998       |                                |
| 18                             | 14 декабря 1996                | Турция                         | 0 : 0                          | -                              | Отборочные матчи ЧМ-1998       |                                |
| 19                             | 29 марта 1997                  | Бельгия                        | 1 : 2                          | -                              | Отборочные матчи ЧМ-1998       |                                |
| 20                             | 20 августа 1997                | Турция                         | 4 : 6                          | -                              | Отборочные матчи ЧМ-1998       |                                |
| 21                             | 11 октября 1997                | Бельгия                        | 2 : 3                          | 1                              | Отборочные матчи ЧМ-1998       |                                |
| 22                             | 5 сентября 1998                | Италия                         | 0 : 2                          | -                              | Отборочные матчи ЧЕ-2000       |                                |
| 23                             | 5 июня 1999                    | Италия                         | 0 : 4                          | -                              | Отборочные матчи ЧЕ-2000       |                                |
| 24                             | 9 июня 1999                    | Дания                          | 0 : 2                          | -                              | Отборочные матчи ЧЕ-2000       |                                |
| 25                             | 4 сентября 1999                | Беларусь                       | 2 : 1                          | 1                              | Отборочные матчи ЧЕ-2000       |                                |
| 26                             | 29 марта 2000                  | Финляндия                      | 1 : 2                          | 1                              | Товарищеский матч              |                                |
| 27                             | 2 сентября 2000                | Беларусь                       | 1 : 2                          | -                              | Отборочные матчи ЧМ-2002       |                                |
| 28                             | 7 октября 2000                 | Норвегия                       | 1 : 1                          | -                              | Отборочные матчи ЧМ-2002       |                                |
| 29                             | 11 октября 2000                | Польша                         | 0 : 0                          | -                              | Отборочные матчи ЧМ-2002       |                                |
| 30                             | 28 марта 2001                  | Украина                        | 1 : 1                          | -                              | Отборочные матчи ЧМ-2002       |                                |
| 31                             | 2 июня 2001                    | Польша                         | 1 : 2                          | -                              | Отборочные матчи ЧМ-2002       |                                |
| 32                             | 6 июня 2001                    | Украина                        | 1 : 1                          | -                              | Отборочные матчи ЧМ-2002       |                                |
| 33                             | 1 сентября 2001                | Армения                        | 0 : 0                          | -                              | Отборочные матчи ЧМ-2002       |                                |
| 34                             | 5 сентября 2001                | Норвегия                       | 2 : 3                          | -                              | Отборочные матчи ЧМ-2002       |                                |
| 35                             | 13 февраля 2002                | Аргентина                      | 1 : 1                          | -                              | Товарищеский матч              |                                |
| 36                             | 14 мая 2002                    | Германия                       | 1 : 0                          | -                              | Товарищеский матч              |                                |
| 37                             | 7 сентября 2002                | Финляндия                      | 2 : 0                          | -                              | Отборочные матчи ЧЕ-2004       |                                |
| 38                             | 16 октября 2002                | Италия                         | 2 : 1                          | -                              | Отборочные матчи ЧЕ-2004       |                                |
| 39                             | 20 ноября 2002                 | Азербайджан                    | 2 : 0                          | -                              | Отборочные матчи ЧЕ-2004       |                                |
| 40                             | 29 марта 2003                  | Азербайджан                    | 4 : 0                          | 1                              | Отборочные матчи ЧЕ-2004       |                                |
| 41                             | 20 августа 2003                | Сербия и Черногория            | 0 : 1                          | -                              | Отборочные матчи ЧЕ-2004       |                                |
| 42                             | 6 сентября 2003                | Италия                         | 0 : 4                          | -                              | Отборочные матчи ЧЕ-2004       |                                |
| 43                             | 10 сентября 2003               | Финляндия                      | 1 : 1                          | -                              | Отборочные матчи ЧЕ-2004       |                                |
| 44                             | 11 октября 2003                | Сербия и Черногория            | 2 : 3                          | -                              | Отборочные матчи ЧЕ-2004       |                                |
| 45                             | 15 ноября 2003                 | Россия                         | 0 : 0                          | -                              | Стыковые матчи ЧЕ-2004         |                                |
| 46                             | 19 ноября 2003                 | Россия                         | 0 : 1                          | -                              | Стыковые матчи ЧЕ-2004         |                                |
| 47                             | 18 февраля 2004                | Шотландия                      | 4 : 0                          | -                              | Товарищеский матч              |                                |
| 48                             | 30 мая 2004                    | Канада                         | 1 : 0                          | -                              | Товарищеский матч              |                                |
| 49                             | 9 октября 2004                 | Англия                         | 0 : 2                          | -                              | Отборочные матчи ЧМ-2006       |                                |
| 50                             | 26 марта 2005                  | Австрия                        | 0 : 2                          | -                              | Отборочные матчи ЧМ-2006       |                                |
| 51                             | 30 марта 2005                  | Австрия                        | 1 : 0                          | -                              | Отборочные матчи ЧМ-2006       |                                |
| 52                             | 3 сентября 2005                | Англия                         | 0 : 1                          | -                              | Отборочные матчи ЧМ-2006       |                                |
| 53                             | 7 сентября 2005                | Польша                         | 0 : 1                          | -                              | Отборочные матчи ЧМ-2006       |                                |
| 54                             | 8 октября 2005                 | Северная Ирландия              | 3 : 2                          | 1                              | Отборочные матчи ЧМ-2006       |                                |
| 55                             | 12 октября 2005                | Азербайджан                    | 2 : 0                          | 2                              | Отборочные матчи ЧМ-2006       |                                |
| 56                             | 1 марта 2006                   | Парагвай                       | 0 : 0                          | -                              | Товарищеский матч              |                                |
| 57                             | 15 августа 2006                | Болгария                       | 0 : 0                          | -                              | Товарищеский матч              |                                |
| 58                             | 2 сентября 2006                | Чехия                          | 1 : 2                          | -                              | Отборочные матчи ЧЕ-2008       |                                |
| 59                             | 5 сентября 2006                | Бразилия                       | 0 : 2                          | -                              | Товарищеский матч              |                                |
| 60                             | 14 ноября 2006                 | Лихтенштейн                    | 4 : 0                          | -                              | Товарищеский матч              |                                |
| 61                             | 24 марта 2007                  | Ирландия                       | 0 : 1                          | -                              | Отборочные матчи ЧЕ-2008       |                                |
| 62                             | 28 марта 2007                  | Сан-Марино                     | 3 : 0                          | 1                              | Отборочные матчи ЧЕ-2008       |                                |
| 63                             | 26 мая 2007                    | Новая Зеландия                 | 2 : 2                          | -                              | Товарищеский матч              |                                |
| 64                             | 2 июня 2007                    | Чехия                          | 0 : 0                          | -                              | Отборочные матчи ЧЕ-2008       |                                |

Итого: 64 матча / 12 голов; 21 победа, 16 ничьих, 27 поражений.
| Матчи Гиггза за сборную Великобритании | Матчи Гиггза за сборную Великобритании | Матчи Гиггза за сборную Великобритании | Матчи Гиггза за сборную Великобритании | Матчи Гиггза за сборную Великобритании | Матчи Гиггза за сборную Великобритании | Матчи Гиггза за сборную Великобритании |
| -------------------------------------- | -------------------------------------- | -------------------------------------- | -------------------------------------- | -------------------------------------- | -------------------------------------- | -------------------------------------- |
| №                                      | Дата                                   | Соперник                               | Счёт                                   | Голы                                   | Соревнование                           |                                        |
| 1                                      | 20 июля 2012                           | Бразилия                               | 0 : 2                                  | -                                      | Товарищеский матч                      |                                        |
| 2                                      | 26 июля 2012                           | Сенегал                                | 1 : 1                                  | -                                      | Финальные матчи ОИ-2012                |                                        |
| 3                                      | 29 июля 2012                           | ОАЭ                                    | 3 : 1                                  | 1                                      | Финальные матчи ОИ-2012                |                                        |
| 4                                      | 4 августа 2012                         | Южная Корея                            | 1 : 1                                  | -                                      | Финальные матчи ОИ-2012                |                                        |

Итого: 4 матча / 1 гол; 1 победа, 2 ничьи, 1 поражение.

## Тренерская карьера
15 января 2018 года Гиггз начал самостоятельную тренерскую карьеру, став главным тренером сборной Уэльса. 22 марта 2018 года Гиггз дебютировал в качестве главного тренера сборной, одержав победу над сборной Китая со счётом 6:0. Под руководством начинающего тренера валлийская сборная сумела квалифицироваться на Евро 2020, заняв второе место в своей отборочной группе и опередив команды Словакии, Венгрии и Азербайджана, но пропустив вперёд себя сборную Хорватии.
23 апреля 2021 года Футбольная ассоциация Уэльса приняла решение отстранить Гиггза от руководства национальной сборной после инцидента с нападением тренера на двух женщин. Таким образом, специалист упустил возможность выступить со сборной на чемпионате Европы.

## Дисциплина
Гиггз очень редко получал жёлтые карточки. Кроме того, он ни разу не получал красную карточку, выступая за «Манчестер Юнайтед», и лишь раз был удалён в матче национальных сборных. Это случилось в 2001 году, когда Уэльс играл против сборной Норвегии.
В ноябре 2003 года Футбольная ассоциация признала Гиггза виновным в неподобающем поведении после матча с «Арсеналом». На той же неделе Гиггз получил двухматчевую дисквалификацию от игр за сборную после намеренного удара локтем в лицо игрока сборной России Вадима Евсеева. Арбитр матча не заметил это нарушение, но оно было установлено впоследствии по видеозаписи инцидента.

## Достижения

### Командные достижения
«Манчестер Юнайтед»
- Чемпион английской Премьер-лиги (13): 1992/93, 1993/94, 1995/96, 1996/97, 1998/99, 1999/2000, 2000/01, 2002/03, 2006/07, 2007/08, 2008/09, 2010/11, 2012/13
- Обладатель Кубка Англии (4): 1993/94, 1995/96, 1998/99, 2003/04
- Обладатель Кубка Футбольной лиги (3): 1991/92, 2005/06, 2008/09
- Обладатель Суперкубка Англии (9): 1993, 1994, 1996, 1997, 2003, 2007, 2008, 2010, 2013
- Победитель Лиги чемпионов УЕФА (2): 1998/99, 2007/08
- Обладатель Суперкубка УЕФА: 1991
- Обладатель Межконтинентального кубка: 1999
- Победитель Клубного чемпионата мира: 2008
- Обладатель Молодёжного кубка Англии: 1992[74]

Итого: 34 трофея

### Личные достижения
- Лучший молодой футболист в Англии (2): 1992, 1993
- Обладатель Трофея «Браво» (приз лучшему молодому футболисту Европы): 1993
- Обладатель приза сэра Мэтта Басби: 1997/98
- Игрок года в Англии по версии футболистов ПФА: 2009
- Обладатель приза Golden Foot: 2011
- Футболист года в Уэльсе (2): 1996, 2006
- Спортсмен года в Уэльсе по версии BBC (2): 1996, 2009
- Спортсмен года в Великобритании по версии BBC: 2009
- Спортсмен года по версии журнала GQ: 2010[77]
- Игрок месяца английской Премьер-лиги (3): сентябрь 1993, август 2006, февраль 2007
- Член «команды года» по версии ПФА (6): 1992/93, 1997/98, 2000/01, 2001/02, 2006/07, 2008/09
- Входит в состав символической сборной Премьер-лиги по итогам десятилетия (1993—2003): 2003[78]
- Входит в состав символической сборной столетия по версии ПФА: 2007[79]
- Введён в Зал славы английского футбола: 2005
- Награда АФЖ за заслуги перед футболом: 2007
- Награда ПФА за заслуги перед футболом: 2016
- Лучший футболист в истории «Манчестер Юнайтед» по версии болельщиков: 2011
- Включён в список величайших футболистов XX века по версии World Soccer
- Включен в список «100 легенд Футбольной лиги»
- Премия Globe Soccer Awards за выдающуюся карьеру: 2019

### Рекорды
- Рекордсмен по количеству чемпионских медалей Премьер-лиги среди всех клубов: 13 медалей
- Рекордсмен Премьер-лиги по количеству голевых передач: 162 голевые передачи[80]
- Рекордсмен по количеству матчей в Суперкубке Англии: 14 матчей
- Единственный игрок, забивавший в 21 сезоне Премьер-лиги подряд (с момента основания Премьер-лиги в сезоне 1992/93 по сезон 2012/13 включительно)[81][82]
- Второй полузащитник в истории Премьер-лиги (после Мэтта Ле Тисье), забивший более 100 голов за один клуб
- Самый возрастной игрок, забивавший на олимпийском футбольном турнире[68]
- Рекордсмен «Манчестер Юнайтед» по количеству официальных матчей: 963 матча
- Рекордсмен «Манчестер Юнайтед» по количеству матчей в лиговых соревнованиях: 672 матча
- Рекордсмен «Манчестер Юнайтед» по количеству матчей в английской Премьер-лиге: 632 матча
- Рекордсмен «Манчестер Юнайтед» по количеству матчей в еврокубках: 157 матчей
- Рекордсмен «Манчестер Юнайтед» по количеству матчей в стартовом составе: 802 матча
- Самый возрастной полевой игрок «Манчестер Юнайтед», сыгравший в еврокубках
- Ни разу не получал красную карточку в матчах за клуб[76]

### Награды и звания
- Обладатель титула офицера Ордена Британской империи (OBE): 2007
- Степень магистра искусств Солфордского университета: 2008[83]
- Почётный гражданин Солфорда: 2010[84]

## Статистика выступлений

### Клубная карьера
| Клуб              | Сезон            | Лига | Лига | Кубок Англии | Кубок Англии | Кубок лиги | Кубок лиги | Еврокубки | Еврокубки | Прочие | Прочие | Итого | Итого |
| Клуб              | Сезон            | Игры | Голы | Игры         | Голы         | Игры       | Голы       | Игры      | Голы      | Игры   | Голы   | Игры  | Голы  |
| ----------------- | ---------------- | ---- | ---- | ------------ | ------------ | ---------- | ---------- | --------- | --------- | ------ | ------ | ----- | ----- |
| Манчестер Юнайтед | 1990/91          | 2    | 1    | 0            | 0            | 0          | 0          | 0         | 0         | 0      | 0      | 2     | 1     |
| Манчестер Юнайтед | 1991/92          | 38   | 4    | 3            | 0            | 8          | 3          | 1         | 0         | 1      | 0      | 51    | 7     |
| Манчестер Юнайтед | 1992/93          | 41   | 9    | 2            | 2            | 2          | 0          | 1         | 0         | 0      | 0      | 46    | 11    |
| Манчестер Юнайтед | 1993/94          | 38   | 13   | 7            | 1            | 8          | 3          | 4         | 0         | 1      | 0      | 58    | 17    |
| Манчестер Юнайтед | 1994/95          | 29   | 1    | 7            | 1            | 0          | 0          | 3         | 2         | 1      | 0      | 40    | 4     |
| Манчестер Юнайтед | 1995/96          | 33   | 11   | 7            | 1            | 2          | 0          | 2         | 0         | 0      | 0      | 44    | 12    |
| Манчестер Юнайтед | 1996/97          | 26   | 3    | 3            | 0            | 0          | 0          | 7         | 2         | 1      | 0      | 37    | 5     |
| Манчестер Юнайтед | 1997/98          | 29   | 8    | 2            | 0            | 0          | 0          | 5         | 1         | 1      | 0      | 37    | 9     |
| Манчестер Юнайтед | 1998/99          | 24   | 3    | 6            | 2            | 1          | 0          | 9         | 5         | 1      | 0      | 41    | 10    |
| Манчестер Юнайтед | 1999/00          | 30   | 6    | 0            | 0            | -          | -          | 11        | 1         | 3      | 0      | 44    | 7     |
| Манчестер Юнайтед | 2000/01          | 31   | 5    | 2            | 0            | 0          | 0          | 11        | 2         | 1      | 0      | 45    | 7     |
| Манчестер Юнайтед | 2001/02          | 25   | 7    | 1            | 0            | 0          | 0          | 13        | 2         | 1      | 0      | 40    | 9     |
| Манчестер Юнайтед | 2002/03          | 36   | 8    | 3            | 2            | 5          | 0          | 15        | 4         | 0      | 0      | 59    | 14    |
| Манчестер Юнайтед | 2003/04          | 33   | 7    | 5            | 0            | 0          | 0          | 8         | 1         | 1      | 0      | 47    | 8     |
| Манчестер Юнайтед | 2004/05          | 32   | 5    | 4            | 0            | 1          | 1          | 6         | 2         | 1      | 0      | 44    | 8     |
| Манчестер Юнайтед | 2005/06          | 27   | 3    | 2            | 1            | 3          | 0          | 5         | 1         | 0      | 0      | 37    | 5     |
| Манчестер Юнайтед | 2006/07          | 30   | 4    | 6            | 0            | 0          | 0          | 8         | 2         | 0      | 0      | 44    | 6     |
| Манчестер Юнайтед | 2007/08          | 31   | 3    | 2            | 0            | 0          | 0          | 9         | 0         | 1      | 1      | 43    | 4     |
| Манчестер Юнайтед | 2008/09          | 28   | 2    | 2            | 0            | 4          | 1          | 11        | 1         | 2      | 0      | 47    | 4     |
| Манчестер Юнайтед | 2009/10          | 25   | 5    | 1            | 0            | 2          | 1          | 3         | 1         | 1      | 0      | 32    | 7     |
| Манчестер Юнайтед | 2010/11          | 25   | 2    | 3            | 1            | 1          | 0          | 8         | 1         | 1      | 0      | 38    | 4     |
| Манчестер Юнайтед | 2011/12          | 25   | 2    | 2            | 0            | 1          | 1          | 5         | 1         | 0      | 0      | 33    | 4     |
| Манчестер Юнайтед | 2012/13          | 22   | 2    | 4            | 1            | 1          | 2          | 5         | 0         | 0      | 0      | 32    | 5     |
| Манчестер Юнайтед | 2013/14          | 12   | 0    | 0            | 0            | 2          | 0          | 7         | 0         | 1      | 0      | 22    | 0     |
| Всего за карьеру  | Всего за карьеру | 672  | 114  | 74           | 12           | 41         | 12         | 157       | 29        | 19     | 1      | 963   | 168   |

### Выступления за сборную
| Сборная          | Год              | Отборочные матчи ЧМ | Отборочные матчи ЧМ | Отборочные матчи ЧЕ | Отборочные матчи ЧЕ | Товарищеские матчи | Товарищеские матчи | Итого | Итого |
| Сборная          | Год              | Игры                | Голы                | Игры                | Голы                | Игры               | Голы               | Игры  | Голы  |
| ---------------- | ---------------- | ------------------- | ------------------- | ------------------- | ------------------- | ------------------ | ------------------ | ----- | ----- |
| Уэльс            | 1991             | -                   | -                   | 2                   | 0                   | 0                  | 0                  | 2     | 0     |
| Уэльс            | 1992             | 3                   | 0                   | -                   | -                   | 0                  | 0                  | 3     | 0     |
| Уэльс            | 1993             | 6                   | 2                   | -                   | -                   | 0                  | 0                  | 6     | 2     |
| Уэльс            | 1994             | -                   | -                   | 1                   | 1                   | 0                  | 0                  | 1     | 1     |
| Уэльс            | 1995             | -                   | -                   | 3                   | 0                   | -                  | -                  | 3     | 0     |
| Уэльс            | 1996             | 3                   | 1                   | -                   | -                   | 0                  | 0                  | 3     | 1     |
| Уэльс            | 1997             | 3                   | 1                   | -                   | -                   | 0                  | 0                  | 3     | 1     |
| Уэльс            | 1998             | -                   | -                   | 1                   | 0                   | 0                  | 0                  | 1     | 0     |
| Уэльс            | 1999             | -                   | -                   | 3                   | 1                   | -                  | -                  | 3     | 1     |
| Уэльс            | 2000             | 3                   | 0                   | -                   | -                   | 1                  | 1                  | 4     | 1     |
| Уэльс            | 2001             | 5                   | 0                   | -                   | -                   | -                  | -                  | 5     | 0     |
| Уэльс            | 2002             | -                   | -                   | 3                   | 0                   | 2                  | 0                  | 5     | 0     |
| Уэльс            | 2003             | -                   | -                   | 7                   | 1                   | 0                  | 0                  | 7     | 1     |
| Уэльс            | 2004             | 1                   | 0                   | -                   | -                   | 2                  | 0                  | 3     | 0     |
| Уэльс            | 2005             | 6                   | 3                   | -                   | -                   | 0                  | 0                  | 6     | 3     |
| Уэльс            | 2006             | -                   | -                   | 1                   | 0                   | 4                  | 0                  | 5     | 0     |
| Уэльс            | 2007             | -                   | -                   | 3                   | 1                   | 1                  | 0                  | 4     | 1     |
| Всего за карьеру | Всего за карьеру | 30                  | 7                   | 24                  | 4                   | 10                 | 1                  | 64    | 12    |

## Тренерская статистика
| Манчестер Юнайтед | Англия | 22 апреля 2014 | 11 мая 2014   | 4  | 2  | 1 | 1 | 050,00 |
| Уэльс             | Уэльс  | 15 января 2018 | 3 ноября 2020 | 25 | 12 | 5 | 8 | 048,00 |
| Итого             | Итого  | Итого          | Итого         | 29 | 14 | 6 | 9 | 048,28 |

## Личная жизнь
7 сентября 2007 года Гиггз женился на Стейси Кук, с которой встречался уже долгое время; церемония бракосочетания была закрытой. У пары есть двое детей: Либерти (также известна как Либби) и Зак. Семья Гиггзов проживает в Уорсли, Манчестер.

## Участие в общественных кампаниях
Гиггз является Послом доброй воли ЮНИСЕФ. Он участвовал в кампании 2002 года, обращающей внимание на гибель детей от противопехотных мин. Во время визита миссии ЮНИСЕФ в Таиланде, он заявил в интервью BBC: «Как футболист, я не могу представить жизнь без одной из моих ног… К сожалению, именно это случается с тысячами детей ежегодно, когда они случайно наступают на противопехотную мину».

## Популярная культура
Гиггз участвовал в рекламных кампаниях Reebok, Solvil et Titus, Citizen Watches, Givenchy, Fuji, Patek Philippe, Quorn, ITV Digital и Celcom. Цитата из статьи BBC Sport: «В начале 1990-х Гиггз был Дэвидом Бекхэмом ещё до того, как сам Бекхэм начал выступать за основу „Юнайтед“. Если вы помещали его лицо на обложку футбольного журнала, вам были гарантированы крупнейшие продажи в году. Почему? Мужчины покупали журнал, чтобы почитать о „новом Бесте“, а девушки — потому что хотели расклеить плакаты с Гиггзом по всей своей спальне. Гиггз заключил контракт на миллион фунтов с Reebok, прибыльное спонсорское соглашение с Fuji, а также встречался с девушками-знаменитостями (Дэни Бер, Давиния Тейлор) в то время, когда Бекхэм отправился в аренду в „Престон Норт Энд“».
В ноябре 2003 года Гиггз был упомянут в эпизоде мультсериала «Симпсоны» под названием The Regina Monologues, действие которого происходит в Англии.
В начале 2009 года портрет Райана Гиггза, написанный Питером Эдвардсом, был куплен Национальной библиотекой Уэльса за 10 000 фунтов и размещён в здании библиотеки в Аберистуите.